# Villiers-sous-Grez
Villiers-sous-Grez là một xã ở tỉnh Seine-et-Marne, thuộc vùng Île-de-France ở miền bắc nước Pháp.

## Dân số
Người dân ở Villiers-sous-Grez được gọi là Villarons.
Điều tra dân số năm 1999, xã này có dân số là 764.